# Ruis (film)
Ruis is een korte speelfilm van Luuk Meijer, Janneke Bruinewoud en Gert-Willem Visser, met in de hoofdrollen Jeroen van Koningsbrugge, Anna Drijver en Manoushka Kraal.
De film ging op 8 oktober 2006 in première in Cinerama te Amsterdam. Gemaakt met de hulp van United Broadcast Facilities, Universiteit Twente, Palazzina TV Productions, Lichtmacht en Saxion Hogescholen. De film was een afstudeerproject voor de opleiding Toegepaste Kunst en Techniek te Enschede.

## Verhaal
Een jongeman van 31 jaar lijdt aan een dwangstoornis, alles moet voor hem geordend en symmetrisch zijn. Het werk in een callcenter is een onderdeel van zijn dagelijkse sleur. Hij wil alles in zijn leven in de hand houden en dat lukt aardig tot hij een ongeluk veroorzaakt. Hierdoor wordt zijn leven totaal overhoopgehaald. Hij ontmoet hierbij een jonge vrouw, ze voelen zich tot elkaar aangetrokken. De jonge vrouw brengt hem in situaties die hij niet kan controleren, maar laat hem ook zien hoe hij anders met zijn dwangstoornis om kan gaan. Ook komt door het ongeluk zijn verleden boven. Wanneer de jonge vrouw hem hiermee confronteert valt de relatie uiteen. Maar is dit zeker het einde van hun relatie?

## Rolverdeling
- Jeroen van Koningsbrugge: Hugo
- Anna Drijver: Lotte
- Manoushka Kraal: Jasmijn